# La Arenita
La Arenita är en ort i Mexiko.   Den ligger i kommunen Huatabampo och delstaten Sonora, i den västra delen av landet, 1 400 km nordväst om huvudstaden Mexico City. La Arenita ligger 4 meter över havet och antalet invånare är 164.
Terrängen runt La Arenita är mycket platt. Runt La Arenita är det ganska tätbefolkat, med 67 invånare per kvadratkilometer. Närmaste större samhälle är Huatabampo, 13,6 km öster om La Arenita. Omgivningarna runt La Arenita är i huvudsak ett öppet busklandskap.